# Pałac Zgromadzenia w Skopju
Pałac Zgromadzenia w Skopju – budynek w centrum Skopja, będący siedzibą Zgromadzenia Republiki - jednoizbowego parlamentu Macedonii Północnej.

## Historia[1]
Konkurs na koncepcję obiektu został rozpisany w 1930 roku, a jego zwycięzcą został Viktor Lukomski. Ostateczny projekt budynku przygotował czeski architekt Victor J. Hudak. Pałac został wybudowany w 1938 r., a do użytku oddany w roku 1939. Początkowo pełnił on rolę siedziby administracji banowiny wardarskiej. Po II wojnie światowej swoją siedzibę miały tutaj władze (wchodzącej w skład Jugosławii) Republiki Macedonii, m.in. jej prezydent i Zgromadzenie Ludowe.
W latach 1954–1963 dobudowano Salę Ceremonialną i Salę 2. Wykończono również mniejsze pokoje ręcznie rzeźbionymi dekoracjami w drewnie, pochodzącymi z tradycyjnej szkoły rzeźbiarskiej w Ochrydzie.
Po trzęsieniu ziemi z 1963 roku, podjęto ogromny wysiłek w celu rekonstrukcji Pałacu. W latach 1966–1967 została zrekonstruowana Sala Parlamentarna i wybudowana nowa Sala 3 i 4. Kolejne segmenty budynku były rekonstruowane sukcesywnie. 
W latach 1998–1999 wprowadzono do użytku parlamentu elektroniczny system głosowania, nowy sprzęt nagłaśniający i rejestrujący, oraz wyposażenie do prowadzenia transmisji telewizyjnych. 
W 2004 r. z okazji 60 rocznicy pierwszego posiedzenia Antyfaszystowskiej Rady Wyzwolenia Narodowego Macedonii (ASNOM) została otwarta Sala Pamięci.

## Obecnie
Od czasu uzyskania przez Macedonię Północną niepodległości w 1991 roku, budynek jest siedzibą Zgromadzenia Republiki Macedonii Północnej (jednoizbowego parlamentu), a do 12 maja 2009 roku był również siedzibą Prezydenta Republiki Macedonii (w 2009 roku oddano do użytku Pałac Prezydencki w rezydencjalnej skopijskiej dzielnicy Wodno).